# Guerra tra il Cartello di Sinaloa e il Cartello di Beltrán Leyva
La guerra tra il Cartello di Sinaloa e il Cartello di Beltrán Leyva fu un conflitto civile avvenuto a Sinaloa e a Sonora tra due potenti cartelli messicani.

## Storia
Il Cartello di Beltrán Leyva venne fondato nel 1996 dai quattro fratelli Beltrán Leyva: Arturo, Alfredo, Carlos e Héctor. Il gruppo lavorava con il Cartello di Sinaloa per il trasporto, la produzione e il commercio all'ingrosso di cocaina, eroina e marijuana. Per il conflitto contro il Cartello del Golfo, il Cartello di Beltrán Leyva fondò Los Negros, inizialmente ala armata del Cartello di Sinaloa. Negli anni il cartello ha aumentato la sua potenza e influenza riuscendo persino a corrompere i funzionari del governo statale. Il 21 gennaio 2008, la polizia messicana arrestò Alfredo Beltrán Leyva, nel giorno del suo compleanno, l'operazione fu possibile grazie a una soffiata fatta dal Cartello di Sinaloa in accordo col governo. L'8 maggio dello stesso anno il Cartello di Beltrán Leyva si vendicò uccidendo, attraverso un commando di ben 20 uomini, il figlio del boss del CDS. Da lì iniziò la guerra. Per la guerra, il Cartello di Beltrán Leyva si alleò con Los Zetas e il gruppo paramilitare Los Negros si unì coi Beltrán Leyva. L'ondata di violenza collegata alla guerra fu tale che nel solo mese di maggio ci furono solo a Culiacán 116 omicidi, 24 dei quali poliziotti. Il 16 dicembre del 2009, Arturo Beltrán Leyva, all'epoca leader del cartello, fu ucciso insieme ad altri tre narcos in un'operazione condotta dalla Marina messicana. Nell'operazione furono dispiegati 200 marines messicani e furono utilizzati due elicotteri Mil Mi-17 e due carri armati leggeri. Il Cartello di Beltrán Leyva si vendicò contro la famiglia di un marine ucciso nell'operazione uccidendo molti familiari, tra cui la madre. Dopo la morte di Arturo, il Cartello di Sinaloa riuscì a contrastare il Cartello di Beltrán Leyva. Il 1 luglio 2010, nel villaggio di Sáric, a Sonora, avvenne una violenta battaglia tra il Cartello di Sinaloa e il Cartello di Beltrán Leyva, alla fine dello scontro il Cartello di Beltrán Leyva ebbe la meglio. Nonostante ciò, il cartello di Beltrán Leyva perse la guerra. Dopo l'arresto di due leader del Cartello di Beltrán Leyva, Sergio Villarreal Barragán e Edgar Valdez Villareal, il cartello subì delle divisioni interne e alla fine venne sciolto.